# Hendrik Bouman
Pour les articles homonymes, voir Bouman.
Hendrik (« Henk ») Bouman, né le 29 septembre 1951 à Dordrecht, est un musicien néerlandais : claveciniste, pianofortiste, chef d'orchestre et compositeur de musique dans les styles baroque et classique des XVIIe et XVIIIe siècles.